# زي (البلقاء)
زي هي قرية في الأردن. وهي من المصايف الطبيعية في الأردن ويوجد فيها مقام النبي يوشع تشتهر بالصنوبر والعنب والزيتون والآبار الجوفية التي جف معظمها كنبعة العزيزيّة، وبالمروج التي كان يزرع فيها القمح. تتبع إدارياً لبلدية السلط الكبرى في محافظة البلقاء.
برزت أهمية المنطقة في الفترة الرومانية والبيزنطية والإسلامية من خلال الآثار الدالة على هذه الفترات، وهناك معالم كثيرة من الآثار في المنطقة مثل خربة زي، وخربة جلعد، ومستوطنة المشرفة.

## الموقع الجغرافي
يقع قضاء زي شمال محافظة البلقاء ويبعد عن مركز المحافظة حوالي 14 كم. يحده من الشمال سد الملك طلال ومن الجنوب لواء قصبة السلط ومن الشرق لواء عين الباشا ومن الغرب قضاء العارضة. يضم القضاء عدّة مناطق وتجمعات سكانية أهمّها زي، أم الوعال، علان، الديرة الشرقية، الديرة الغربية، الريشوني، أم العمد، جلعد، المشيرفة، سوميا، الرميمين، ضاحية الزهراء، أم جوزة، سلعوف، دعم، طباعة.

## صور

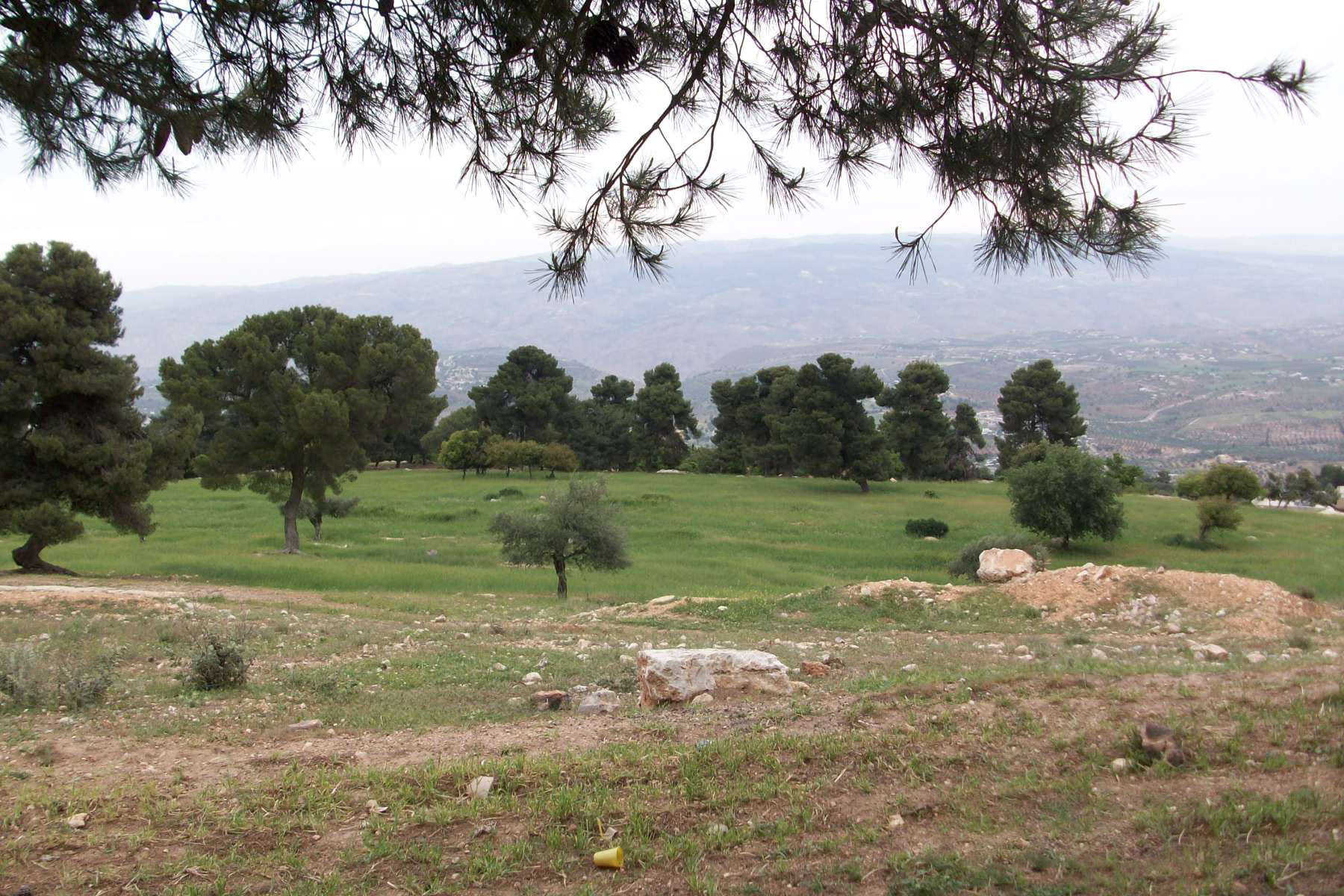
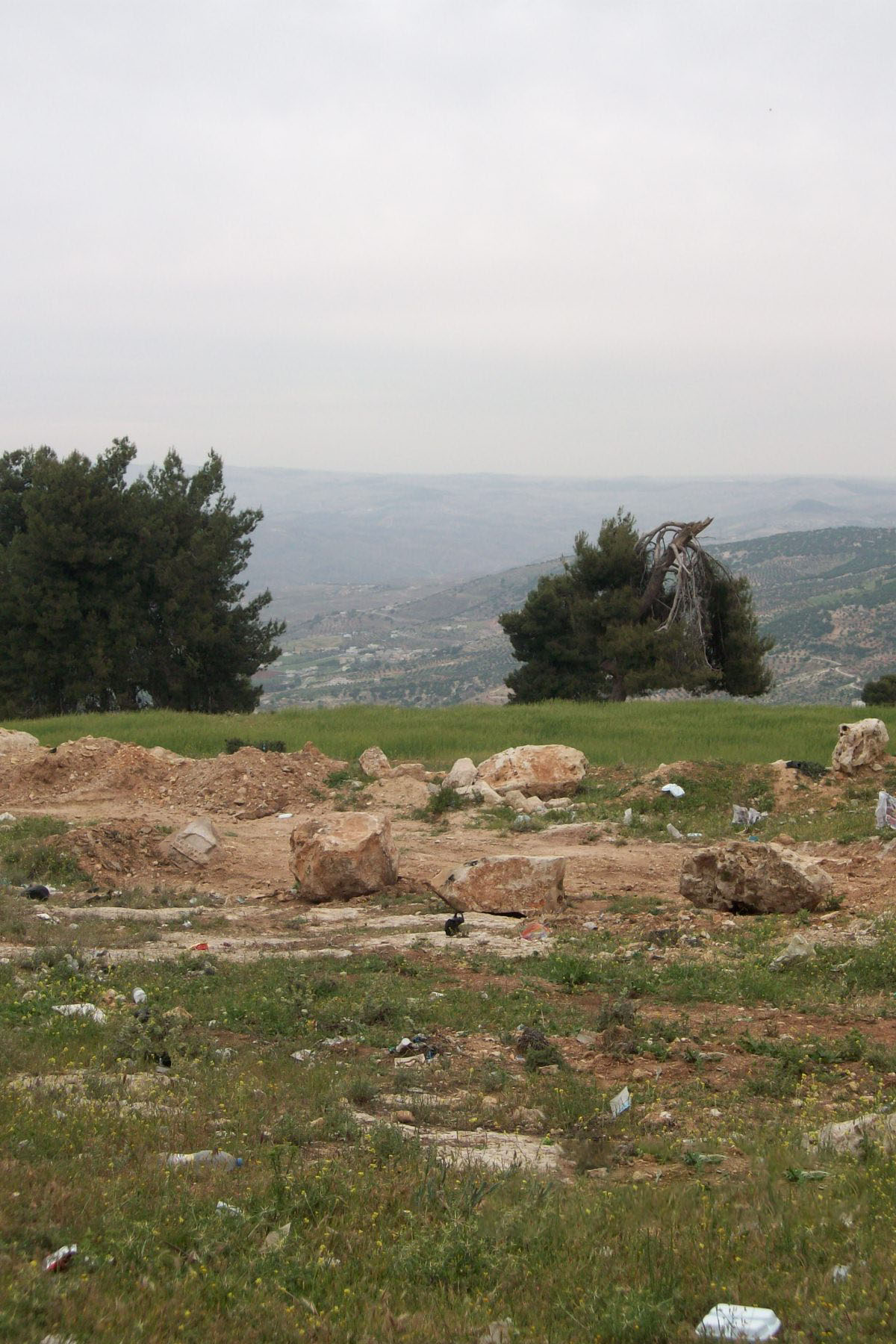
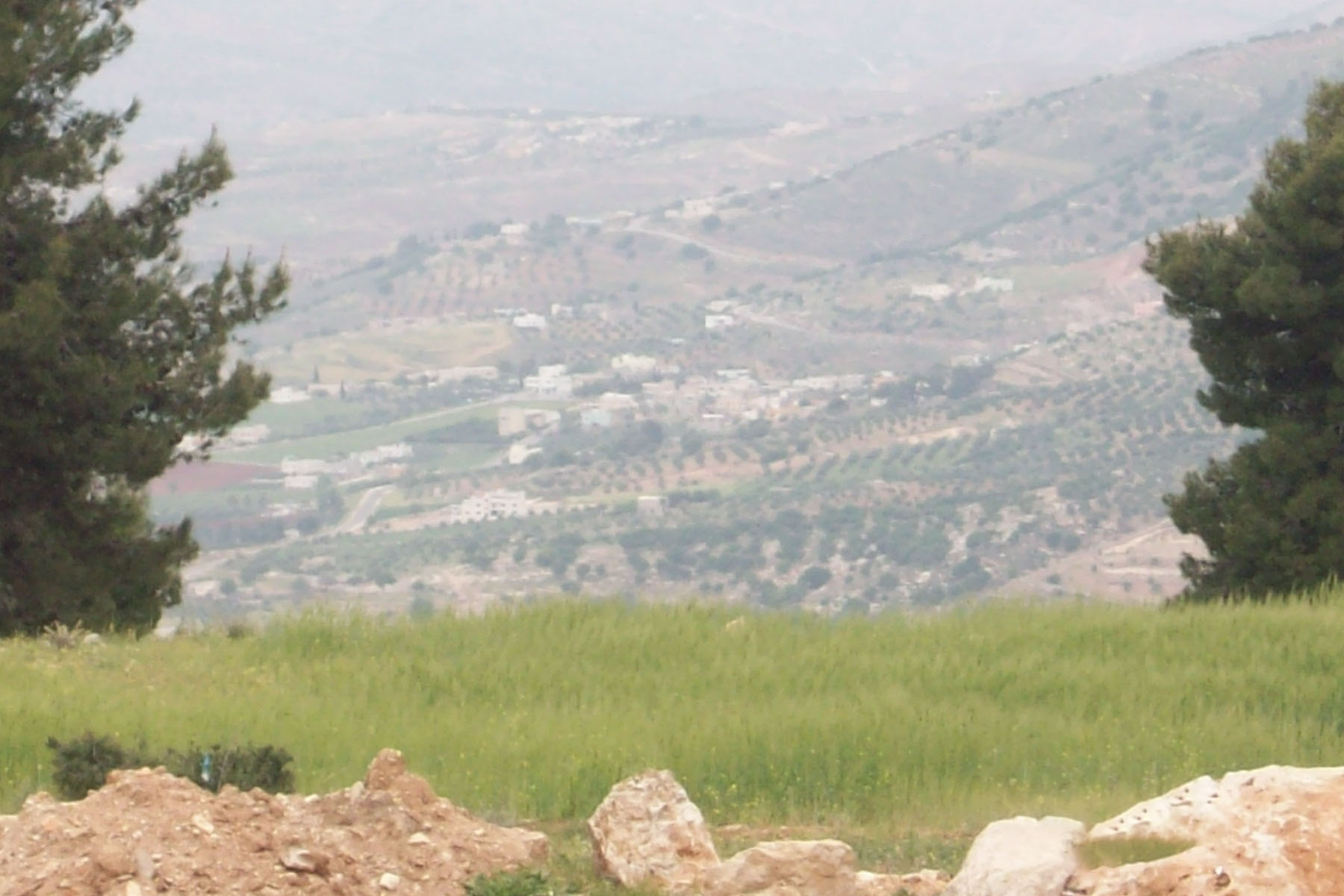